# Ciclism la Jocurile Olimpice de vară din 1896 - Cursa masculină de contratimp pe pistă
Cursa masculină de ciclism contratimp pe pistă de la Jocurile Olimpice de vară din 1896 a avut loc pe 11 aprilie. Prima competiție de contratimp a fost singura dată când s-a desfășurat pe distanța de o treime de kilometru; când evenimentul a revenit în program la Jocurile Olimpice de vară din 1928, distanța a fost stabilită la un kilometru.

## Context
Aceasta a fost prima dată când proba a fost organizată, care nu a mai avut loc până în 1928 (după care a avut loc la fiecare ediție a Jocurilor până când a fost eliminat din program după 2004). Aceasta a fost singura dată când proba s-a desfășurat pe o distanță de o treime de kilometru, în loc de un kilometru, cum se obișnuia de obicei. Francezul Paul Masson a fost cel mai important ciclist din lotul restrâns, după ce a câștigat o „cursă internațională majoră” în 1894.

## Program
| Dată                     | Dată                    | Timp  | Etapă  |
| Gregorian                | Iulian                  | Timp  | Etapă  |
| ------------------------ | ----------------------- | ----- | ------ |
| Sâmbătă, 11 aprilie 1896 | Sâmbătă, 30 martie 1896 | 12:00 | Finală |

## Rezultate
Cursa de contratimp a fost s-a desfășurat o dată în jurul pistei, adică o treime de kilometru. A avut loc la 11 aprilie și au concurat opt cicliști. Masson a câștigat cea de-a treia cursă a zilei, iar Schmal și Nikolopoulos au terminat la egalitate pe locul al doilea și au fost nevoiți să concureze într-o cursă de departajare pentru poziția a doua.
| Loc | Ciclist                | Țară           | Timp | Note        |
| --- | ---------------------- | -------------- | ---- | ----------- |
| 1   | Paul Masson            | Franța         | 24,0 |             |
| 2   | Stamatios Nikolopoulos | Grecia         | 26,0 | Departajare |
| 2   | Adolf Schmal           | Austria        | 26.0 | Departajare |
| 4   | Edward Battell         | Marea Britanie | 26,2 |             |
| 5   | Frederick Keeping      | Marea Britanie | 27,0 |             |
| 5   | Theodor Leupold        | Germania       | 27,0 |             |
| 5   | Léon Flameng           | Franța         | 27,0 |             |
| 8   | Joseph Rosemeyer       | Germania       | 27,2 |             |

### Departajare
În această cursă, Nikolopoulos și-a îmbunătățit timpul din prima rundă, câștigând cursa pentru locul doi la general. Schmal a fost mai lent în această cursă decât fusese în prima.
| Loc | Ciclist                | Țară    | Timp |
| --- | ---------------------- | ------- | ---- |
| 2   | Stamatios Nikolopoulos | Grecia  | 25,4 |
| 3   | Adolf Schmal           | Austria | 26,6 |